# Selenia infuscata
Selenia infuscata là một loài bướm đêm trong họ Geometridae.